# PSA Super Series Finals 2007/08
Die 15. PSA Super Series Finals der Herren fanden vom 19. bis 23. Mai 2008 in London, England statt. Das Turnier gehörte zur PSA World Tour 2007/08 und war mit 110.000 US-Dollar dotiert.
Titelverteidiger war Ramy Ashour, der sich zwar erneut für das Turnier qualifizierte, wegen einer Verletzung aber nicht teilnehmen konnte. Verletzungsbedingt sagten außerdem Nick Matthew und Karim Darwish ihre Teilnahme ab. Darwish war ursprünglich als Ersatzspieler für Matthew vorgesehen. Für Ashour und Matthew bzw. Darwish rückten Lee Beachill und Ong Beng Hee nach. Im Endspiel gewann Grégory Gaultier gegen Amr Shabana mit 11:9, 11:8 und 11:8. Dies war Gaultiers erster Sieg bei diesem Turnier.

## Ergebnisse

### Gruppe A

#### Tabelle
| Pos. | Setzliste | Spieler          | Spiele | Sätze | Punkte  |
| ---- | --------- | ---------------- | ------ | ----- | ------- |
| 1    | 2         | Grégory Gaultier | 3:0    | 9:3   | 126:109 |
| 2    | 3         | David Palmer     | 2:1    | 8:5   | 130:116 |
| 3    | 6         | Wael El Hindi    | 1:2    | 5:6   | 100:101 |
| 4    | 8         | Ong Beng Hee     | 0:3    | 1:9   | 77:107  |

#### Ergebnisse
| Spieler          | Spieler       | Ergebnis                      |
| ---------------- | ------------- | ----------------------------- |
| David Palmer     | Wael El Hindi | 11:8, 8:11, 11:8, 8:11, 11:5  |
| Grégory Gaultier | Ong Beng Hee  | 12:10, 7:11, 11:7, 11:9       |
| David Palmer     | Ong Beng Hee  | 11:7, 11:7, 11:9              |
| Grégory Gaultier | Wael El Hindi | 13:11, 11:7, 11:6             |
| Wael El Hindi    | Ong Beng Hee  | 11:7, 11:4, 11:6              |
| Grégory Gaultier | David Palmer  | 6:11, 11:8, 11:7, 11:13, 11:9 |

### Gruppe B

#### Tabelle
| Pos. | Setzliste | Spieler         | Spiele | Sätze | Punkte |
| ---- | --------- | --------------- | ------ | ----- | ------ |
| 1    | 1         | Amr Shabana     | 2:1    | 6:4   | 99:38  |
| 2    | 5         | Thierry Lincou  | 2:1    | 7:4   | 101:84 |
| 3    | 7         | Lee Beachill    | 1:2    | 4:6   | 88:95  |
| 4    | 4         | James Willstrop | 1:2    | 3:6   | 66:92  |

#### Ergebnisse
| Spieler         | Spieler         | Ergebnis                |
| --------------- | --------------- | ----------------------- |
| Thierry Lincou  | James Willstrop | 11:6, 11:4, 11:2        |
| Amr Shabana     | Lee Beachill    | 12:10, 11:6, 11:6       |
| Lee Beachill    | James Willstrop | 13:11, 11:5, 11:5       |
| Amr Shabana     | Thierry Lincou  | 7:11, 11:5, 12:10, 11:2 |
| Thierry Lincou  | Lee Beachill    | 7:11, 11:6, 11:7, 11:7  |
| James Willstrop | Amr Shabana     | 11:8, 11:8, 11:8        |

### Halbfinale
| Spieler          | Spieler        | Ergebnis                 |
| ---------------- | -------------- | ------------------------ |
| Amr Shabana      | David Palmer   | 11:3, 11:6, 11:9         |
| Grégory Gaultier | Thierry Lincou | 11:7, 12:10, 10:12, 11:9 |

### Finale
| Spieler          | Spieler     | Ergebnis         |
| ---------------- | ----------- | ---------------- |
| Grégory Gaultier | Amr Shabana | 11:9, 11:8, 11:8 |